# Juvenile (filme)
Juvenile (ジュブナイル Jubunairu) é um filme japonês de 2000.

## Personagens
- Yusuke Sakamoto (坂本裕介 Sakamoto Yūsuke)
- Tetra (テトラ)
- Soichiro Kanzaki (神崎宗一郎 Kanzaki Sōichirō)
- Misaki Kinoshita (木下 岬 Kinoshita Misaki)
- Noriko Kinoshita (木下範子 Kinoshita Noriko)
- Toshiya Matsuoka (松岡俊也 Matsuoka Toshiya)
- Hidetaka Ohno (大野秀隆 Ōno Hidetaka)